# Бенедикт, Рудольф
Рудольф Бенедикт (англ. de; 1852—1896) — австрийский химик и педагог; доктор химических наук.

## Биография
Рудольф Бенедикт родился 12 июля 1852 года в городе Вене. Окончил k.k. Polytechnisches Institut, затем продолжил обучение в Гёттингенском университете, где под руководством Роберта Вильгельма Бунзена и Густава Кирхгофа получил докторскую степень.
С 1878 года читал курс красильной технологии и ситцепечатания в Императорской технической школе в Вене. Затем был назначен деканом химико-технической школы и ординарным профессором аналитической химии. 
Научные работы Бенедикта относятся преимущественно к красящим веществам, жирам и химико-техническому анализу. В сотрудничестве с Гюблем, Юлиусом и Гацура, Бенедикт исследовал глюциретин, азосоединения, резорциновые краски. 

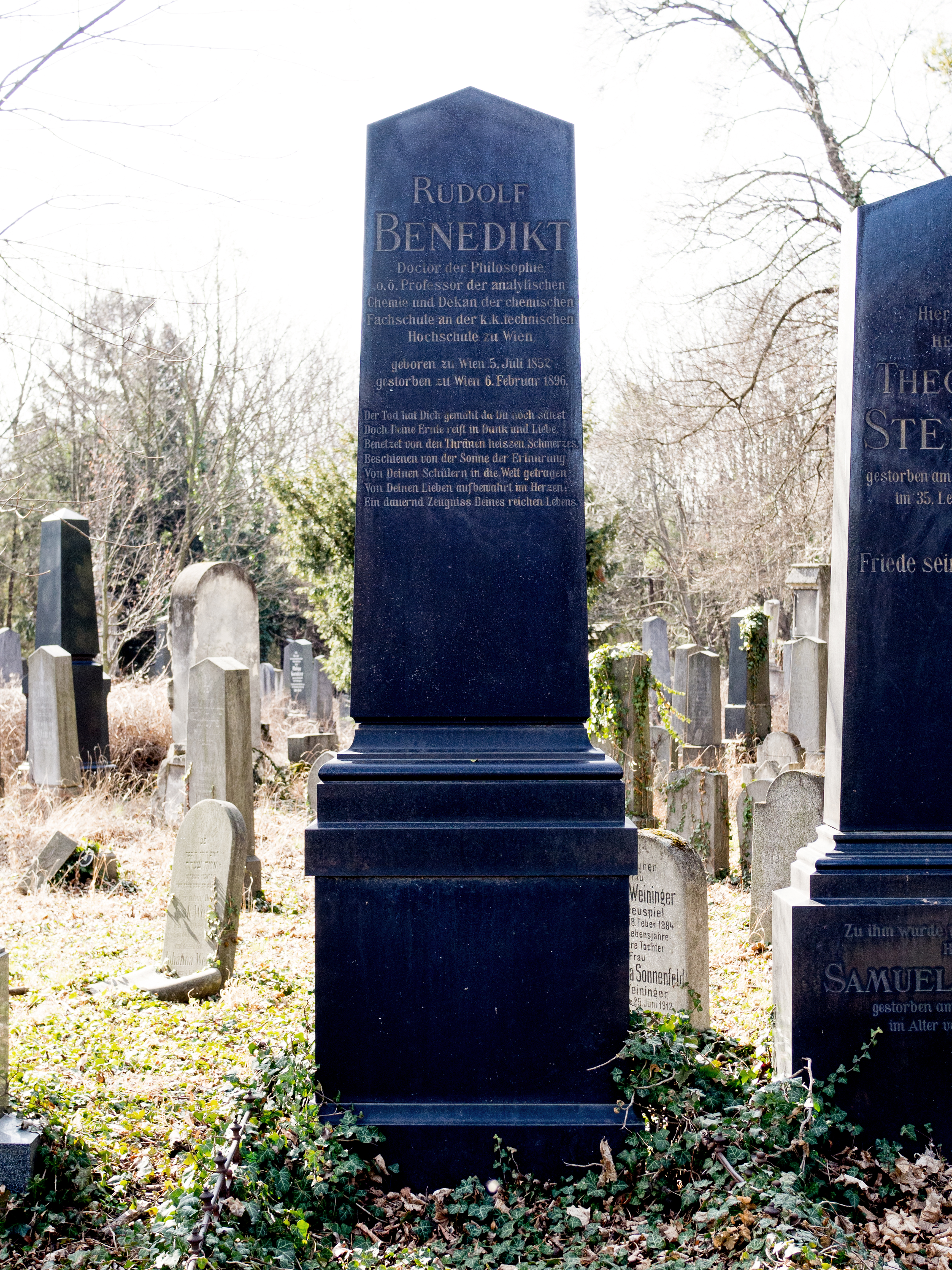
Могила Бенедикта

Он также установил современные способы исследования жиров: по его инициативе введено применение йодаддитивного метода («числа» Гюбля, Рейхерта, Гехнера, Кеттстёрфера). 
Вместе с Жигмонди он разработал свой метод определения глицерина при помощи перманганата — с Ульцером — определения ацетильного числа для жирных оксикислот, — с Кантором — ацетиновый способ для определения глицерина. 
Работа Бенедикта с Ульцером: «К составу турецкого красного масла» была удостоена большой серебряной медали от промышленного общества в Мюльгаузене. 
Бенедикт надеялся с помощью своих «количественных реакций» облегчить исследования эфирных масел и смол. 
В 1894 году Бенедикт выступил в качестве эксперта в «кордитном процессе» Нобеля с английским правительством. 
Бенедикт написал два классических руководства: «Искусственные (каменноугольные) краски» и «Анализ жиров и воска» и кроме того напечатал 65 отдельных статей и работ в журналах, перечень которых помещен в предисловии к руководству: «Анализ жиров и воска» (нем. «Analyse d. Fette und Wachse»).
Рудольф Бенедикт умер 7 февраля 1896 года в родном городе.